# Gruenspan

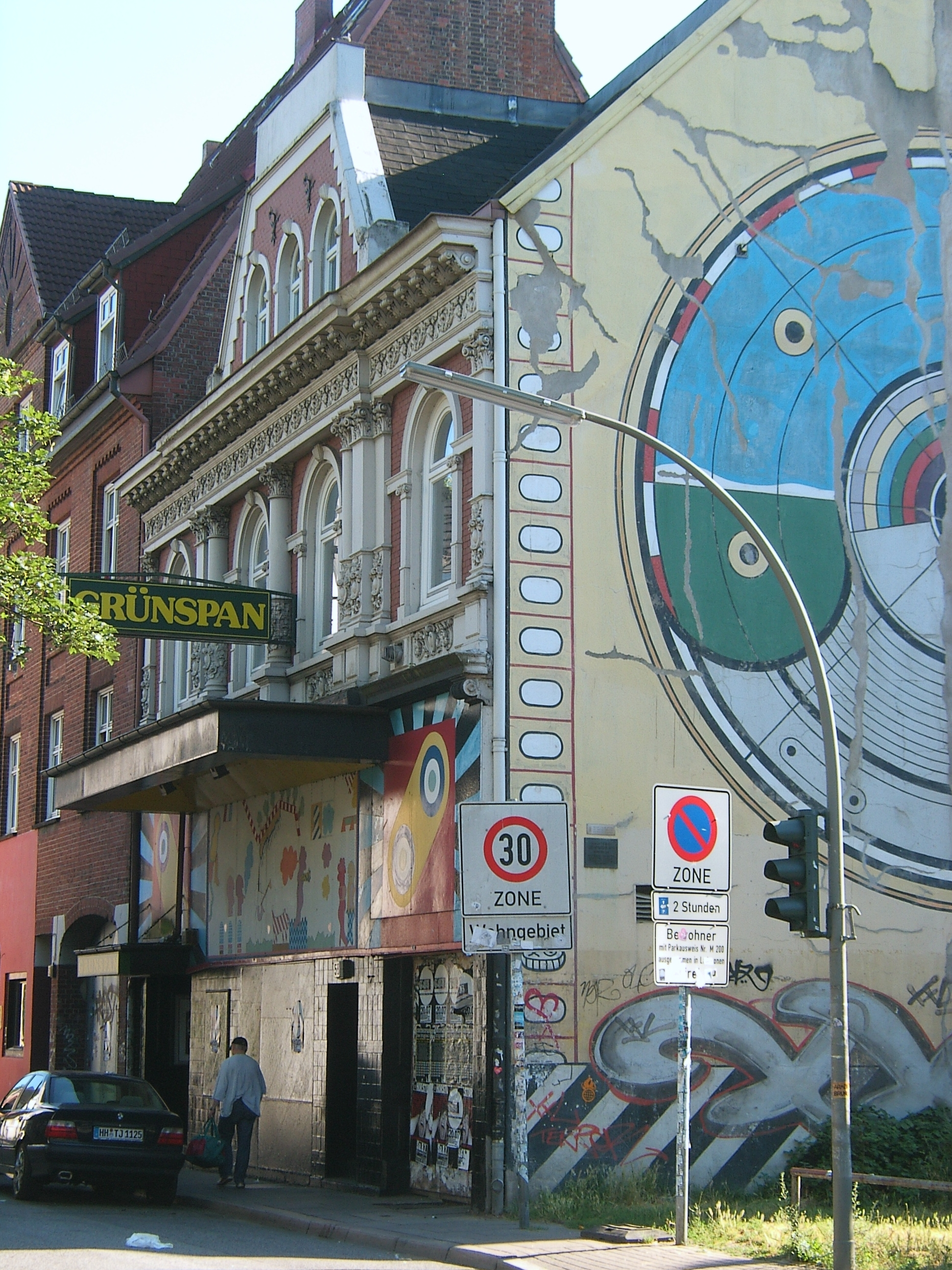
Namensschild noch in ursprünglicher Schreibweise „Grünspan“, 2006

Das Gruenspan ist ein international bekannter Musikclub, Veranstaltungszentrum und Konzerthaus in der Großen Freiheit Nr. 58 in Hamburg-St. Pauli.

## Geschichte
An der Stelle des heutigen Gruenspan wurde bereits 1889 ein Tanzsalon eröffnet – der Palmengarten. Mit seiner von Säulen getragenen, neun Meter hohen Gewölbedecke, war dessen Akustik so beschaffen, dass die Gäste die live dargebotene Musik an jeder Stelle im Saal gut hören konnten. Die Musik kam aus einer Orchestermuschel und dürfte von einem der damals üblichen Streichquartette oder -quintette dargeboten worden sein, die zum klassischen Paartanz aufspielten. 20 Jahre später war allerdings Schluss. Von 1909 bis 1919 wurde die Nr. 58 in eins der damals in Mode gekommenen Hippodrome umgestaltet. Hierfür wurde eine Manege eingebaut und der Orchestergraben ins zweite Obergeschoss versetzt. „Da sind dann leicht bekleidete Mädels zu Musik auf Pferden im Kreis geritten“, weiß der Geschäftsführer der Gruenspan GmbH Robert Hager zu berichten.
1919 wurde der Veranstaltungsort in ein sogenanntes Lichtspielhaus umgewandelt. Das Kino hatte mit 800 Sitzplätzen doppelt so viele wie in das heutige Gruenspan passen. Ab 1930 wurde das Gebäude drei Jahrzehnte hindurch zur Badeanstalt für St. Pauli, mit Waschzubern, Saunen und Dampfbad. Von 1963 bis 1968 wurde das Haus wieder Tanzpalast und Kino, zuletzt unter dem Namen Hit-Club.
1968 übernahmen die Hamburger Lokalbetreiber Dervis Börü und Karl Lehwald den „heruntergekommenen Schuppen“ und machten daraus das „Grünspan“ (heute „Gruenspan“ geschrieben).
Dass der Ort bald mit dem The Roundhouse und UFO Club in London, dem Paradiso in Amsterdam und dem CBGB in New York mithalten konnte, hatte vor allem mit seiner Lightshow und den psychodelischen Bands, die dort anfangs auftraten, zu tun.
Seit 2013 steht das Gebäude unter Denkmalschutz.

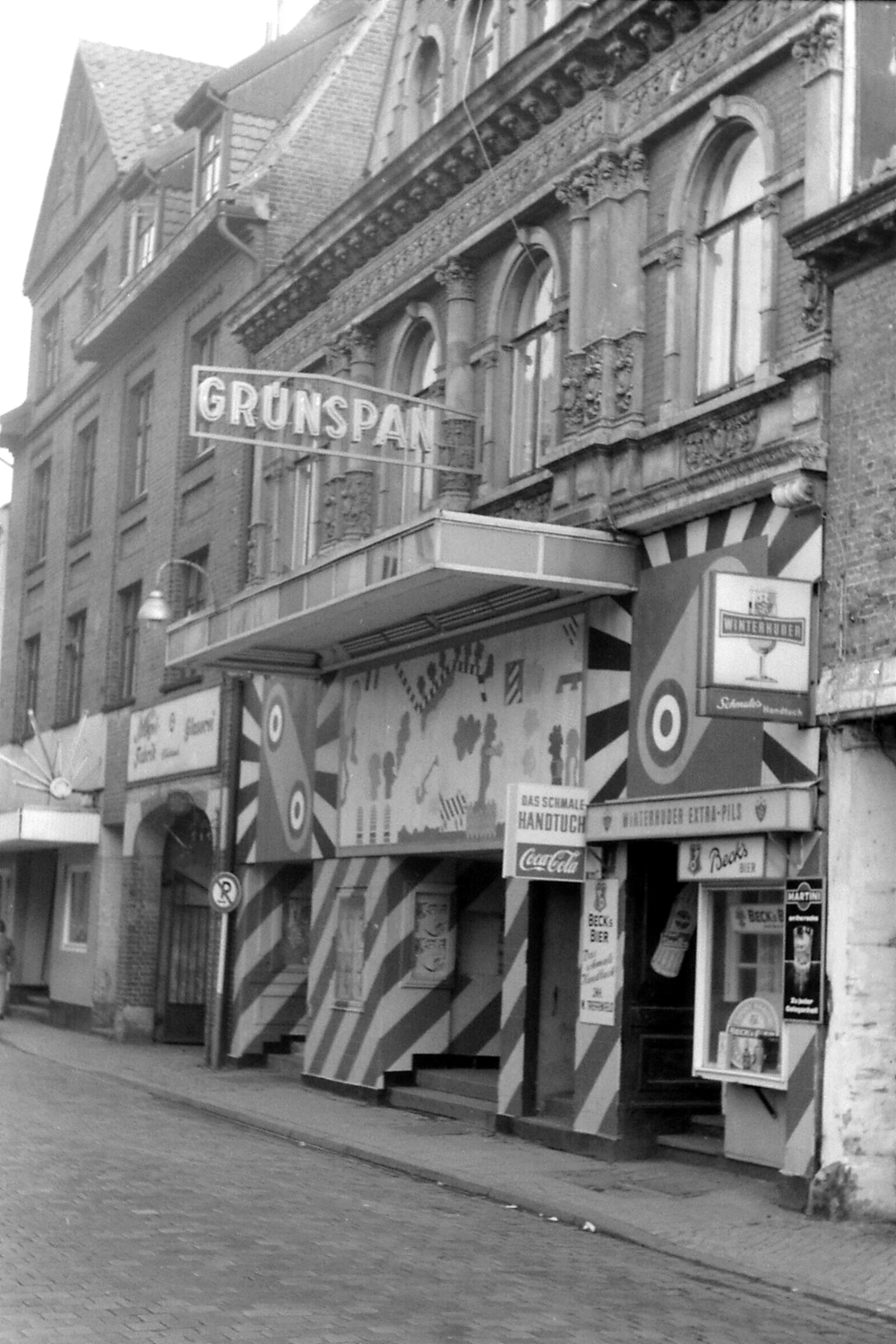
Eingang des Grünspans 1968

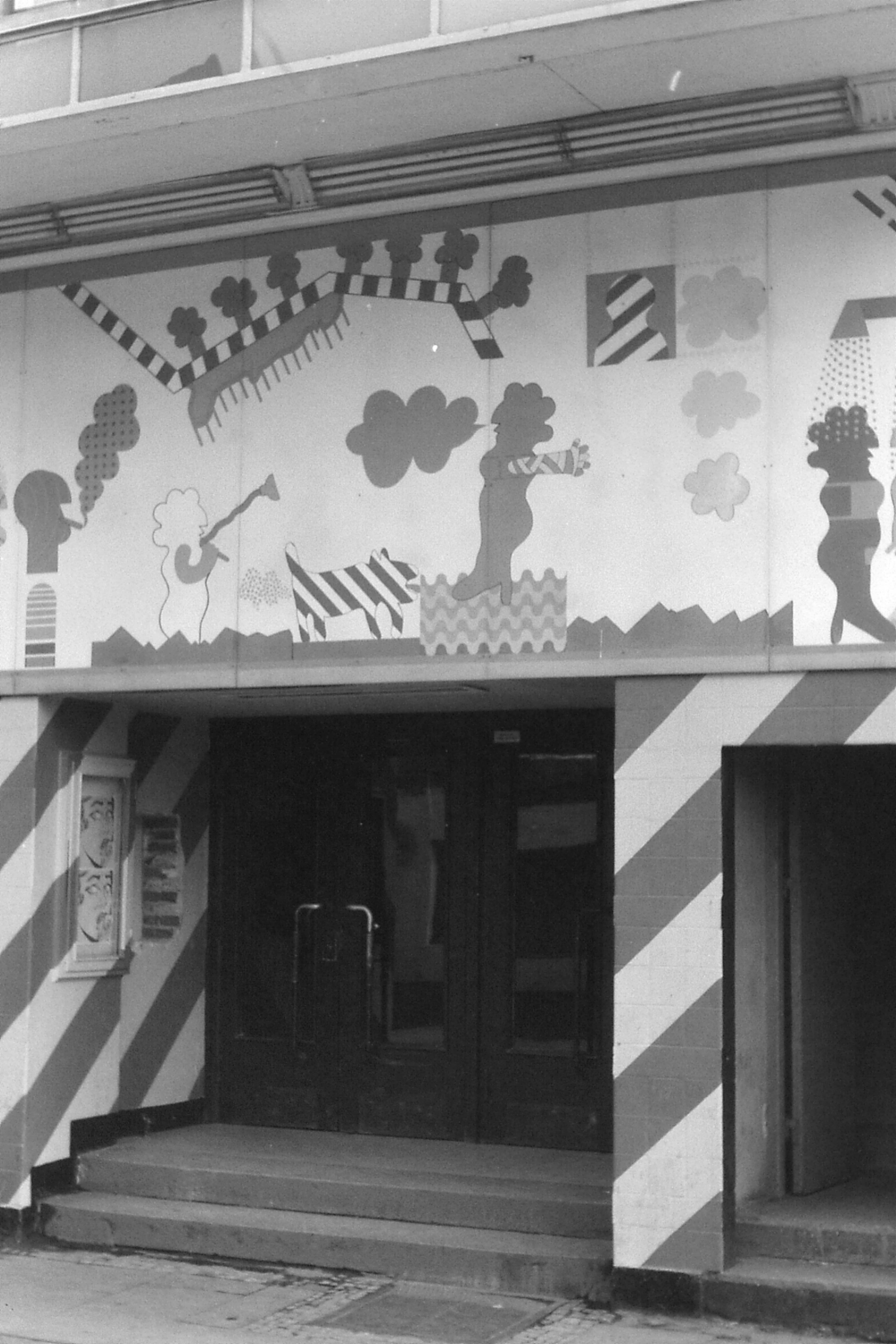
Eingang des Grünspans 1968

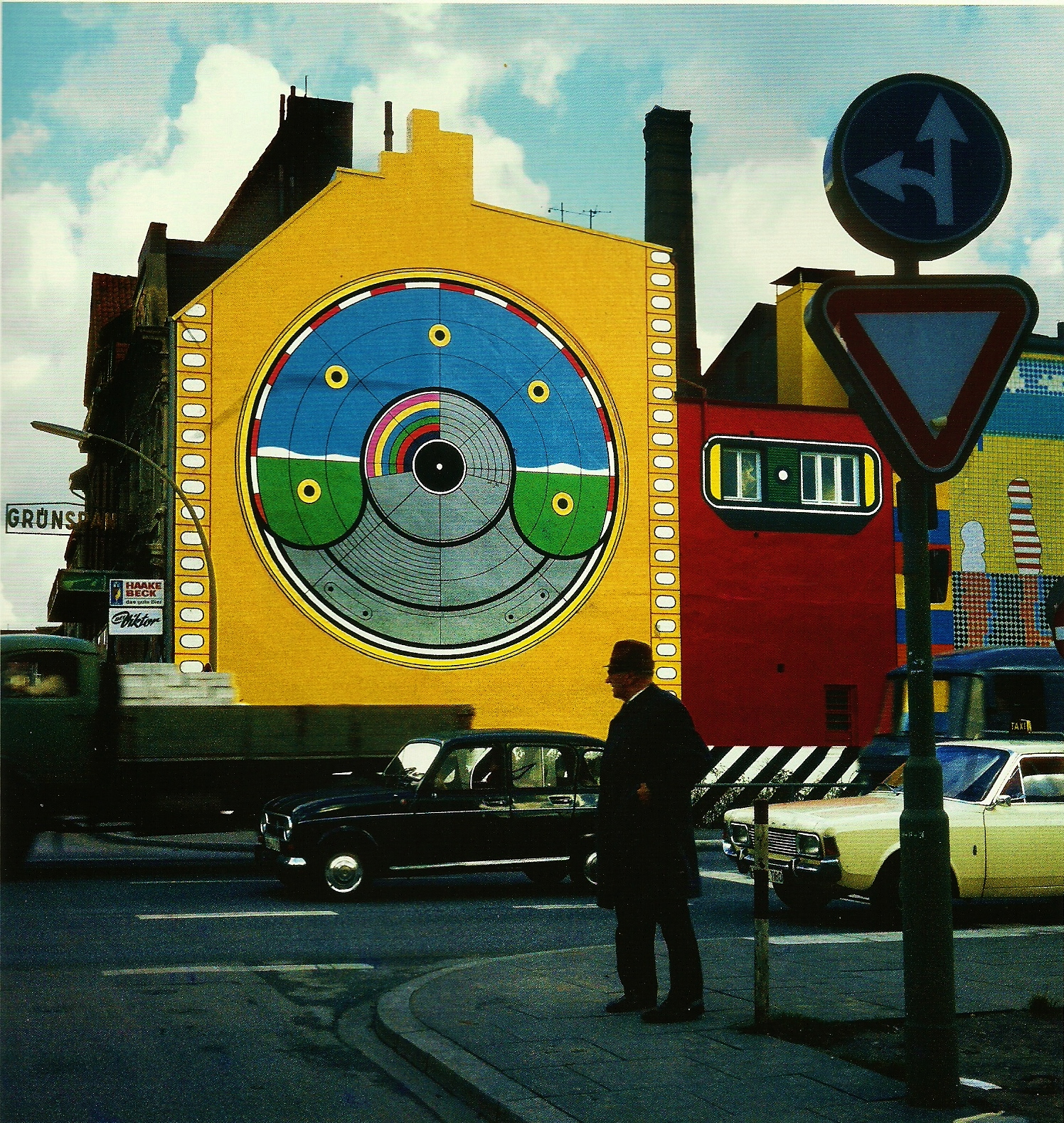
Wandmalerei von Werner Nöfer im Entstehungsjahr 1968

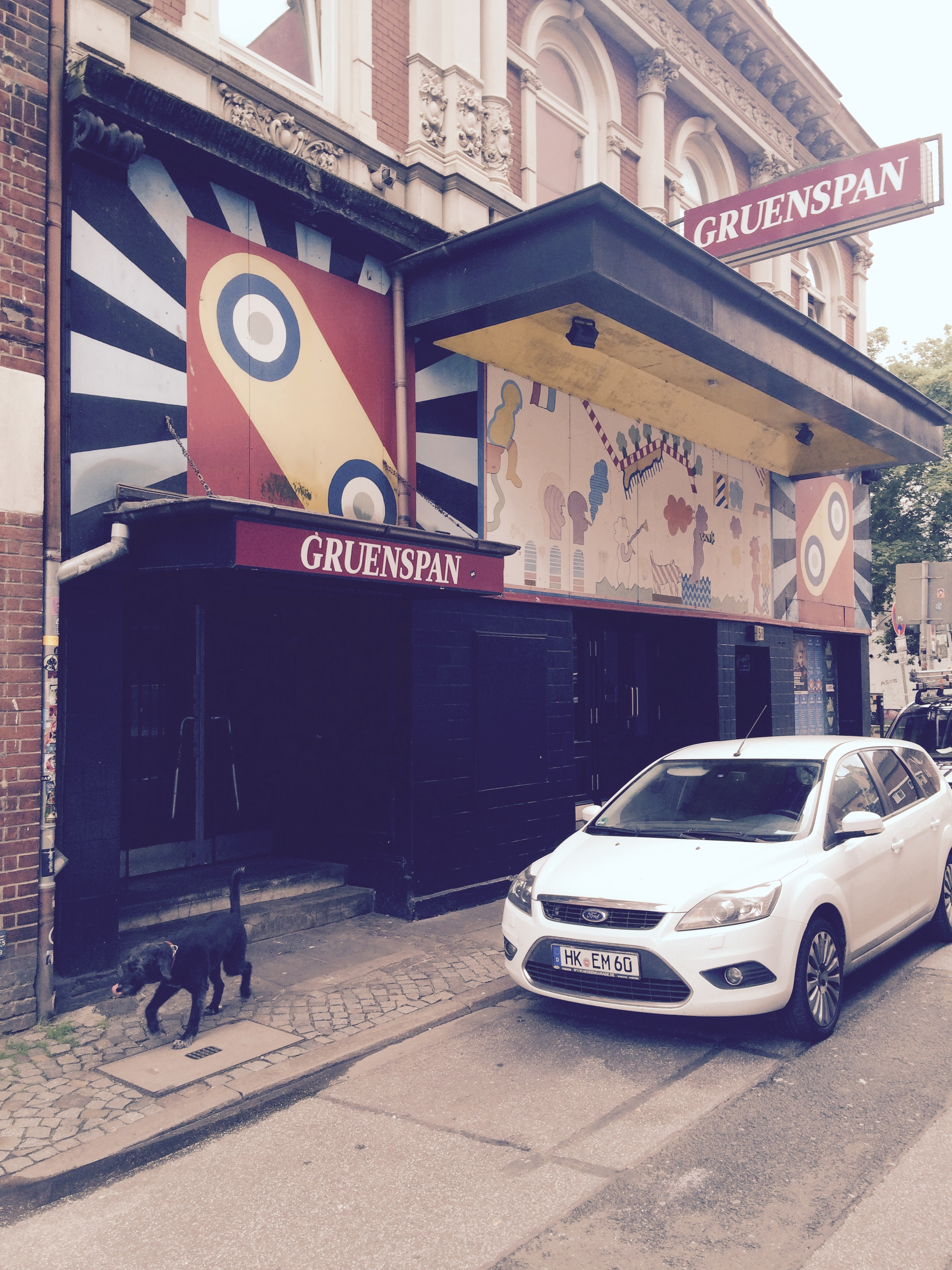
Eingang des Gruenspan mit den Malereien von Werner Nöfer (links- und rechtsaußen) und denen von Dieter Glasmacher (mittig)

### Kunst am Bau
Zum raschen Bekanntwerden und zur späteren Weltberühmtheit des Musikclubs trug – gewissermaßen schon „auf den ersten Blick“ – nicht zuletzt die „poppige“ Wandmalerei an der 70 Meter langen Seitenfront und dem Eingangsbereich des Gebäudes bei, die mit ihren insgesamt 700 m² bemalter Fläche als eines der ersten und größten Pop-Gemälde der Welt berühmt wurde. Entworfen wurden die Wandmalereien von den Pop-Art-Künstlern Werner Nöfer und Dieter Glasmacher. 
Die Eigentümerin des Grundstücks sowie des Gebäudes, die Sprinkenhof AG und das Hamburger Denkmalschutzamt planen eine aufwändige Restaurierung nach dem Originalentwurf der beiden künstlerischen Urheber von 1968. Der Entwurf befindet sich im Kupferstichkabinett der Hamburger Kunsthalle. Die Restaurierung sowie die Sanierung des Gebäudes begann Mitte 2025 und soll drei Jahre dauern. Während dieser Zeit wird das Gruenspan in ein Ausweichquartier in der Lagerstraße umziehen.

### DJing
Dass bereits an den ersten Wochenendtagen nach der Gründung bis zu 3000 Leute an den neuen Ort des Vergnügens kamen, hatte viel damit zu tun, dass es die erste Diskothek war, wo die Musik nun nicht mehr live (mit entsprechend begrenztem Repertoire), sondern ganz aktuell und ausgewählt von einem DJ, von der Schallplatte kam und durch riesige Lautsprecher-Boxen in den Saal dröhnte. Hierfür holten sich die Betreiber in der Anfangszeit DJs mit einer sehr subjektiven Auswahl Rock- und Pop-Musik und subversiven Sprüchen ans Mischpult. Später entschieden sie sich für DJs, die jederzeit verfügbar waren, von Dienstag bis Sonntag durcharbeiteten und nur montags frei bekamen.

### Lightshows
Ein weiteres besonderes Merkmal war der Ruf, eine „Diskothek mit psychedelischem Flackerlicht aus Dia- und Filmprojektoren“ zu sein, wie eine Beschreibung aus den Tagen nach der Gründung lautete.
Verantwortlich dafür zeichnete der Schweizer Lichtgestalter Bruno Schmidli, der mit Hilfe starker Lichtquellen aus alten Projektoren und einem Gemisch aus Ölen und Farben ständig sich wandelnde Bildersequenzen auf die Großleinwand projizierte. Eines seiner kühnsten Experimente war dies: Zur Musik der britischen Folk-Rock-Band Fairport Convention ließ er – mit genügend Überlebensspielraum zwischen zwei Glasplatten – hunderte von Wasserflöhen tanzen. Eine Show, die sich weltweit herumsprach. Auch der wohl am innigsten mit St. Pauli verbundene Fotograf Günter Zint hat ein paar Monate lang vor Ort für ‚psychodelische Dias’ gesorgt, die er „aus Farbe, Glycerin und Öl“ fabrizierte. Auch die ersten Stroboskop-Effekte kamen von ihm, „bis mir dann die Projektoren bei einem Einbruch geklaut wurden,“ wie er sich erinnert. Dokumentarfotos davon sind im St. Pauli Museum zu besichtigen.

## Von der Diskothek zum Konzerthaus
Bekannt wurde das Grünspan, als es in erster Linie noch Diskothek war, durch das Abspielen des Progressive Rock in all dessen Spielarten. Während der 70er Jahre war es, wie ein damaliger Freizeit-Führer festhielt, vor allem Ziel für „Hippie- und Beattypen, Studenten, Kunstjünger, verlassene Ehemänner, junge Intellektuelle, der ganzen Boheme von nah und fern.“
Als in den 1980er Jahren die House genannte elektronische Tanzmusik aufkam, fand an jedem Donnerstag der „House Club“ (später: „Opera House“) statt, ein Abendvergnügen, das jedes Mal zwischen 2000 und 3000 Menschen frequentierten. Umschlagspunkt vom Tanzpalast zum Konzerthaus war jedoch das Jahr 1995. Nachdem das Gebäude mitsamt Außenbemalung gründlich renoviert worden war, wurde es von nun zum ausgesprochenen Konzerthaus: Live-Musik hielt vollauf Einzug. Einer der Höhepunkte, noch dazu als massenmedial millionenfach verbreitetes TV-Ereignis war der für den Rockpalast aufgezeichnete Liveauftritt von R.E.M. im Gruenspan 1998.

## Exemplarische Auswahl aufgetretener Musiker
Unter denen, die im Gruenspan auftraten, sind so unterschiedliche Künstler zu finden wie Bryan Adams, Alice in Chains, Grandmaster Flash, Jack Johnson, Linkin Park, The Mavericks, Mayer Hawthorne, Millencolin, Morcheeba, Pet Shop Boys, Scorpions, Seeed oder Turbonegro – ein breites Spektrum popmusikalischer Stilrichtungen: Rock, Grunge, Rap, Pop, Nu Metal, Soul, Skatepunk, Trip-Hop, Electropop, Reggae, Punk ’n’ Roll, New Country.

## Auszeichnung
- 1969 Bauherrenpreis der Hansestadt Hamburg